# Piaggio TPH
Der Piaggio TPH ist ein Motorroller-Modell der italienischen Marke Piaggio. Die Verkleidung ist vollständig aus Kunststoff gefertigt, was zum Zeitpunkt seiner Markteinführung (1993) noch keine Selbstverständlichkeit war. Er zählt, zusammen mit der Piaggio Sfera, auf der er technisch basiert, zu den Plastik-Karosserie-Modellen der ersten Generation. Der TPH-Roller ist seit einiger Zeit das am längsten gebaute Motorroller-Modell des Piaggio-Konzerns.
Ein ähnlicher Roller außerhalb des eigenen Hauses war bis zu dessen Produktionsende der Peugeot TKR.
Der TPH erfuhr in seiner langen Bauzeit verschiedene Veränderungen und wurde immer wieder, wenn auch nur dezent, einer Modellpflege unterzogen. So wurde die anfänglich verwendete Telegabel mit Fettfüllung durch eine hydraulische Upside-Down Gabel ersetzt. Markanteste Veränderung war der Scheinwerfer. Frühe TPH hatten einen Streuscheiben-Scheinwerfer mit Biluxlampe, ab dem Facelift gab es einen Klarglasscheinwerfer mit Halogenlampe. Er gilt als einer der besten, die es bei Rollern bis 50 cm³ gibt. Daher werden viele ältere TPH mit diesem Scheinwerfer nachgerüstet.  Am Facelift ab Bj. 2002 oder 2006 fallen vor allem auch die Abrisskante am Heck, die flache, nun mit Stoff überzogene Sitzbank, sowie die an andere neuere Piaggio Modelle angeglichene Lenkerverkleidung und der Tacho mit Drehzahlmesser auf. Wichtigste Änderung bleibt aber der ab Bj. 2001 eingeführte Hi-Per2 Motorblock. Er brachte kleine technische Änderungen mit sich, wie einen größeren 17,5 mm Vergaser oder eine Keilriemenautomatik mit Fliehkraftgewichten der Größe 19 × 15,5 mm.

## Namensherkunft
Der Name TPH ist eine Abkürzung des Namens „Typhoon“. In Italien, Frankreich und Spanien wurde der TPH als Gilera Typhoon verkauft. Später wurde nach einer Überarbeitung der gleiche Roller auch als Gilera Storm angeboten. In Österreich wurde der TPH als Puch Typhoon angeboten.

## Baugleiche Modellreihen
1993 wurde in Deutschland der erste Piaggio-TPH-Roller angeboten – später änderte sich der offizielle Modellname in „typhoon“. (Zeitpunkt unbekannt)
Mitte der 1990er Jahre wurde eine auf dem TPH-Roller basierende Version vorgestellt, der Gilera Storm. Es handelte sich dabei um eine Sportversion des TPH, mit größeren 13" Rädern des Piaggio NRG und einer extravaganten Lackierung.
Weiterhin hatte der Gilera Storm zusätzlich einen Drehzahlmesser im Instrumentenbrett.
Kurzzeitig wurde diese Variante auch als Piaggio Storm verkauft, mit Dreifarbenlackierung, aber ohne Drehzahlmesser.
Nach kurzer Unterbrechung wurde der Gilera Storm, weiterhin mit extravaganter Lackierung und größeren Rädern angeboten. Er war bis zu dessen Produktionsende etwas teurer als der TPH.
1996 wurde die auf dem TPH-Roller basierende Piaggio NRG vorgestellt. Sie hatte größere Reifen, eine Wasserkühlung und eine neue Frontverkleidung.
2011 wurde der TPH-Roller vollkommen überarbeitet und in wesentlichen Teilen neu konstruiert. Er sieht nun sportlicher und moderner aus.
Der TPH-Roller hat entweder einen 50-cm³-Zweitaktmotor, oder einen 125-cm³-Einzylinder-Viertaktmotor mit 7 kW (9,6 PS). Der 80-cm³-Zweitakt-TPH-Roller wird seit der Einführung der 125er-Klasse nicht mehr angeboten.
Auch das Fahrwerk wurde geändert, um Fahrstabilität und Geradeauslauf zu verbessern. Weiterhin wurde der TPH-Roller nun mit 12-Zoll-Rädern ausgestattet.

## Technische Daten
Der TPH wurde im Laufe seiner langen Bauzeit mehrfach verändert. Grundlegend blieb jedoch immer der luftgekühlte Zweitaktmotor sowie breite 10-Zoll- (seit 2011 12-Zoll-) Räder mit grobstolliger Bereifung.
- Motor: luftgekühlter Einzylinder-Zweitaktmotor
- Hubraum: 49 cm³ (auch 80 cm³) und 124 cm³
- Nennleistung: je nach Baujahr zwischen 2,1 und 3,3 kW (2,8 und 4,5 PS), im Modelljahr 1996 3,1 kW (4,2 PS) bei 7.000/min
- Höchstgeschwindigkeit: je nach Baujahr 50 oder 45 km/h – 80er = 80 km/h, 125er = 94 km/h
- Das Modell mit 50 cm³ erreicht entdrosselt eine Höchstgeschwindigkeit von bis zu 70 km/h; bei modifiziertem Auspuff (Resonanz-Rennauspuff) ist eine höhere Geschwindigkeit bis zu 100 km/h möglich. (Im Straßenverkehr ist das Führen eines entdrosselten Rollers strafbar – Fahren ohne Versicherungsschutz, Fahren ohne Betriebserlaubnis – da erloschen, eventuell Fahren ohne Fahrerlaubnis etc.)

New Typhoon 50 [125] (Bj. 2010 - 2017)
- Motor: Ein Zylinder Zweitakt [4-Takt, 2 Ventile] luftgekühlt
- Hubraum: 49 cm³ [124 cm³]
- Leistung: 3,4 kW (4,6 PS) [6,8 kW (9,2 PS)]
- Drehmoment: 4,7 Nm bei 6750/min [8,2 Nm bei 7500/min]
- Getriebe: stufenlose Keilriemen-Automatik
- Höchstgeschwindigkeit: 45 km/h [94 km/h ] gem. Herstellerangaben
- Bremsen: Vorne: Scheibe, 220 mm   Hinten: Trommel, 140 mm ( 50 & 125 identisch )
- Räder: Vorne & hinten 12 × 3.00
- Bereifung: Vorne 120/80-12 55J  Hinten 130/80-12 60J
- Maße: ( L/B/H ) 1940/720/1135 mm
- Leergewicht: 106 kg [122 kg ]
- zul. GGw.: 290 kg [302 kg]
- Tankinhalt: ~ 7,0 l – Super bleifrei
- Starter: elektrisch / Kickstarter [ elektrisch ]
- Emissionen: EURO2 [EURO3]

New Typhoon 50 (ab Bj. 2018)
2018 wurde das Modell basierend auf der ab Baujahr 2010 ausgelieferten Version leicht überarbeitet. Der Roller besitzt nun ein digital-analoges Cockpit, einen USB-Ladeport, sowie eine aktualisierte Variante des Hi-Per 2-Motorblocks um der Abgasnorm EURO4 zu entsprechen. Der TPH ist ab dieser Modellversion in Deutschland nur noch mit einem Hubraum von 50 cm³ verfügbar.
- Motor: Ein Zylinder Zweitakt luftgekühlt
- Hubraum: 49 cm³
- Leistung: 2,2 kW (3,0 PS)
- Drehmoment: 4 Nm bei 6500/min
- Emissionen: EURO4

## Heutige Relevanz
Der TPH-Roller war seit seiner Markteinführung ein beliebter und populärer Roller bei Jugendlichen.
Seine Beliebtheit ergab sich durch sein sportliches und einfaches Aussehen.
Dadurch konnte gerade das Modell des TPH-Rollers fast ein Jahrzehnt erfolgreich vermarktet werden und die Ersatzteilversorgung wird dadurch weiterhin gewährleistet bleiben. Einige Teile, wie beispielsweise das Hinterrad mit der 140 mm Bremstrommel (TPH 125 ab Bj.2001-03 ) sind jedoch bereits nicht mehr lieferbar.
Der TPH-Roller ist nach vielen Jahren immer noch ein sehr beliebter Roller geblieben.
Möglicherweise hat die Zuverlässigkeit und die guten Fahreigenschaften dieser TPH-Modellreihe zu einer großen Popularität beigetragen.
Der TPH-Roller ist ebenso wie der Gilera-Storm (Schwestermodell) und die vom TPH-Roller abgeleitete NRG-Baureihe, im aktuellen Roller-Rennsport ein sehr beliebtes und eingesetztes Modell.

## Galerie

Sportauspuff an einem TPH.
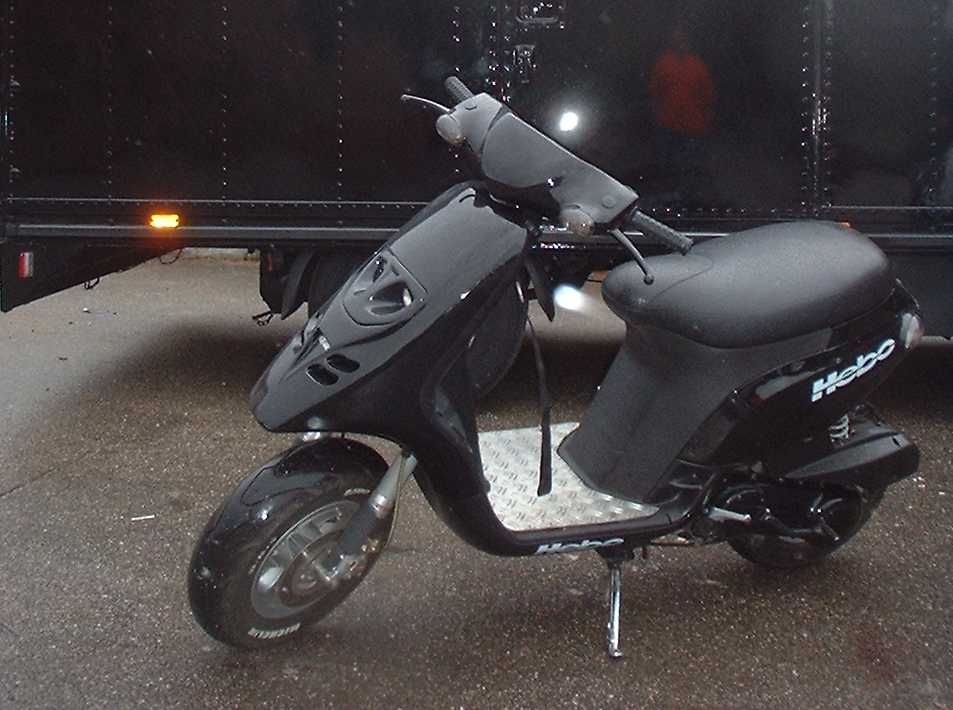
Modifizierter TPH für den Rennsport.
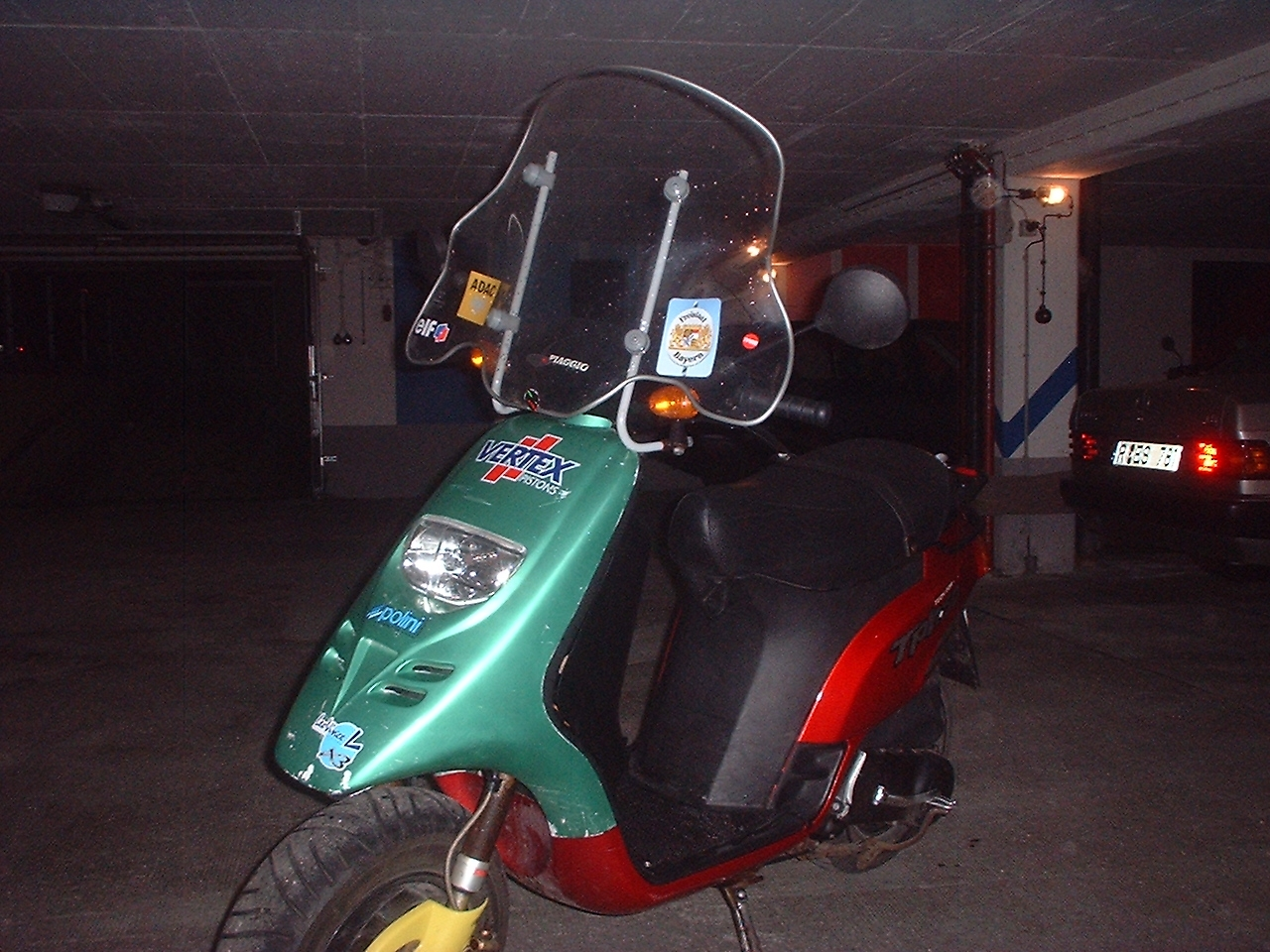
TPH 50 mit Wetterscheibe und Seitenständer (Originalzubehör)
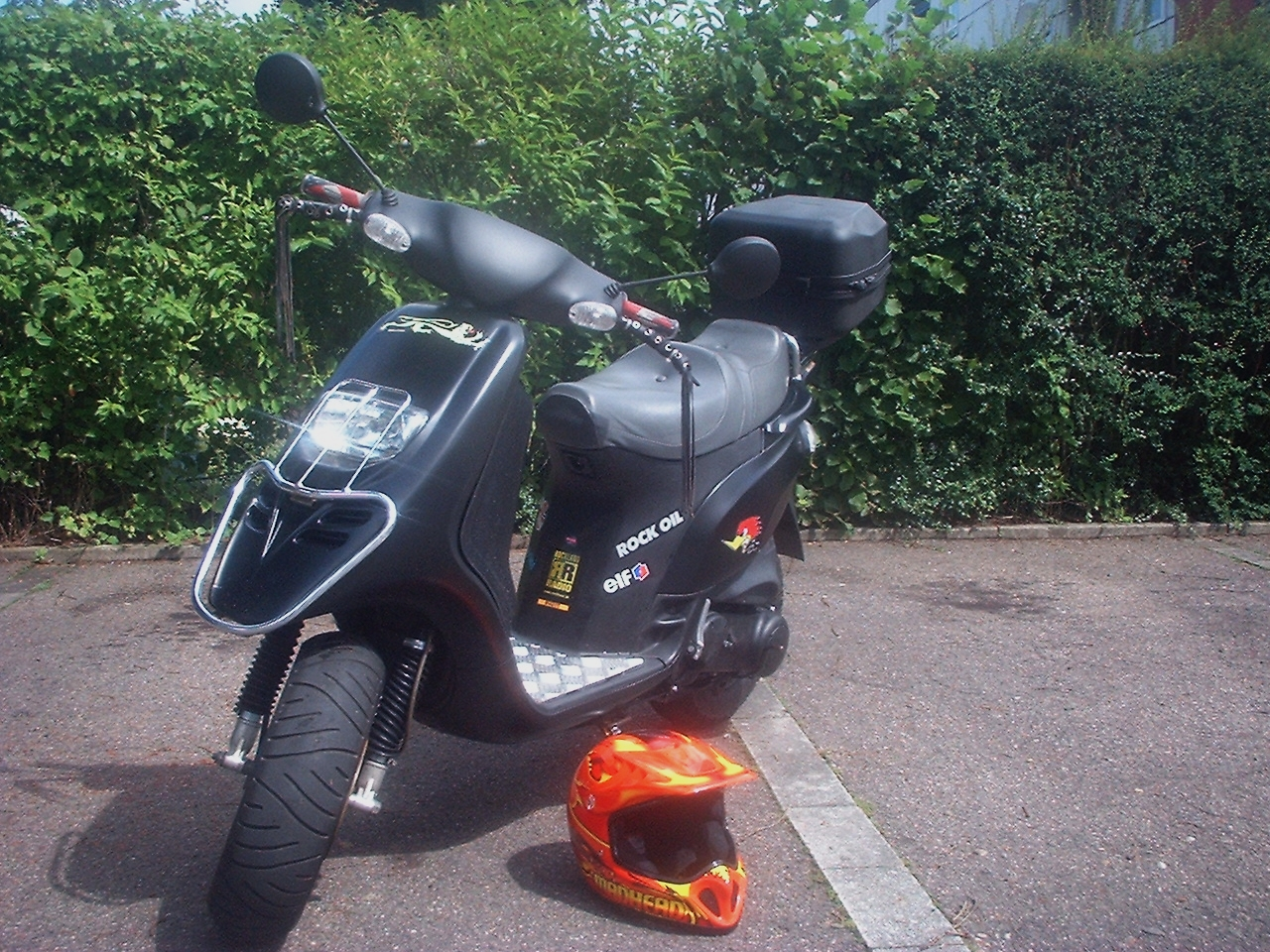
Mit Zubehör aufgerüsteter TPH.
Handschuhfach (Nicht mehr lieferbar)
Motor und Hinterrad eines TPH. Originalauspuff und Radkappe.